# Im anune Hajastan e
Im anune Hajastan e (armeniska: Իմ անունը Հայաստան է, svenska: mitt namn är Armenien) är en låt av den armeniska systerduon Inga & Anusj (Inga och Anusj Arsjakjan). Låten släpptes den 25 augusti 2011 och låten är en markering till landets 20-åriga självständighetsdag som inföll 2011. Låten släpptes på Itunes den 25 augusti 2011 och musikvideon till låten släpptes på Youtube dagen därpå.
"Im anune Hajastan e" är skriven av Avet Barseghjan med musik av Mane Hakobjan.

## Musikvideo
Till låten spelades en musikvideo in på olika platser i Armenien. Den regisserades av Hrant Jeritsknjan och producerades av Sharm Holding. Videon utspelar sig i huvudsak på den armeniska landsbygden med olika inslag av folkdans. Även den armeniska flaggan är ett återkommande inslag i låtens musikvideo. Låtens musikvideo på Youtube har fått 100 000-tals visningar.